# Heilig Hartbeeld (Watergraafsmeer)
Het Heilig Hartbeeld is een standbeeld in de Nederlandse Watergraafsmeer, in Amsterdam-Oost.

## Achtergrond
Het Heilig Hartbeeld aan de noordkant van de Hofkerk, de parochiekerk van de Heilige Martelaren van Gorcum aan het Linneaushof in de Watergraafsmeer, werd geplaatst op 19 juni 1955. Het beeld werd gemaakt door Jacques van der Meij OSB en was een geschenk van mevrouw Sluiter, een van de parochianen.

## Beschrijving
Het beeld toont een staande Christusfiguur in gedrapeerd gewaad. Hij houdt zijn linkerarm gebogen, met zijn hand ter hoogte van het Heilig Hart op zijn borst. De rechterhand is uitnodigend uitgestoken. Het beeld is gemaakt van diabas, een groen vulkanisch gesteente.
Op de sokkel werd een tekst geplaatst: 

KIND BEWAAR MIJ UW HART EN UW OGEN ZULLEN WAKEND BLIJVEN OVER MIJN WEGEN

Het geheel staat voor een halfrond muurtje, waarop aan beide uiteinden een kleine taps toelopende zuil, bekroond met een ornament van diabas, is geplaatst.